# Осредек (Шентюр)
Осредек (словен. Osredek) — поселення в общині Шентюр, Савинський регіон, Словенія. 
Висота над рівнем моря: 349,2 м.